# Mark Fuhrman
Pour les articles homonymes, voir Fuhrman.
Mark Fuhrman (né le 5 février 1952) est un ancien détective du Los Angeles Police Department (LAPD). Il est d'abord connu pour sa participation dans l'enquête sur les meurtres de Nicole Brown Simpson et Ronald Lyle Goldman.
En 1995, Fuhrman est appelé à témoigner concernant sa découverte d'une preuve dans l'affaire O. J. Simpson, avec notamment un gant ensanglanté retrouvé chez Simpson. Fuhrman était connu pour avoir tenu des propos racistes à l'encontre d'Afro-Américains au début des années 1980, mais affirme à la barre qu'il ne l'a plus fait depuis dix ans. Toutefois, les défenseurs de Simpson présentent des enregistrements d'interviews qui montrent au contraire qu'il a fait usage de propos racistes à répétition. Alors qu'on lui demande sous serment s'il a fabriqué la preuve qu'il avance, Fuhrman invoque ses droits du Cinquième Amendement et refuse de répondre. D'après la défense, ce refus met en évidence la possibilité que Furhman ait pu fabriquer une preuve-clé dans le cadre d'un complot à motivation raciste contre Simpson. Les enregistrements audio prouvant que Fuhrman a menti, et discréditant dès lors la crédibilité de la poursuite, sont peut-être l'une des raisons pour lesquelles Simpson est acquitté.
Fuhrman part du LAPD en 1995. L'année suivante, il plaide nolo contendere au parjure pour son faux témoignage, bien que son dossier soit plus tard effacé. Fuhrman a déclaré qu'il n'était pas raciste et s'est excusé pour l'usage, dans le passé, de propos racistes. Une partie de ses collègues se sont exprimés en sa faveur et lui ont apporté leur soutien. Fuhrman maintient qu'il n'a pas fabriqué de preuve dans l'affaire, et la défense de Simpson n'a présenté aucune preuve qui contredise cette affirmation. Il pense que Simpson est coupable et blâme, pour son acquittement, les détectives et l'échec des procureurs à défendre leur affaire de manière adéquate.
Après son départ du LAPD, Fuhrman se lance dans la littérature True crime et enregistre des programmes de radio. Il a été invité régulièrement par Sean Hannity sur Fox News en tant qu'expert.

## Biographie
Furhman naît à Eatonville, dans l'État de Washington. Ses parents divorcent alors qu'il a 7 ans, et sa mère se remarie peu après. Il fréquente le lycée de Peninsula à Gig Harbor. En 1970, à l'âge de 18 ans, il rejoint le corps de marine des États-Unis, où il est formé au maniement de la mitrailleuse et apprend le métier de policier militaire. Il fait son service au Viêt Nam, et est démobilisé en 1975, ayant atteint le grade de sergent. Après avoir quitté l'armée, Fuhrmann intègre l'Académie de Police de Los Angeles, où il est diplômé la même année.
En 1981, Fuhrman demande à partir avec une assurance accident. À l'occasion d'un examen médical psychiatrique concernant cette requête, Fuhrman manifeste des opinions racistes, affirmant qu'il a cessé d'apprécier son service militaire à cause d'une insubordination prétendue de Mexicano-Américains et d'Afro-Américains, qu'il appelle « négros »,. Fuhrman reçoit une assurance accident et reste payé jusqu'en 1983. À cette époque, Fuhrman essaie de quitter les forces de police définitivement et perçoit une pension. En 1982, dans une entrevue, il affirme avoir torturé des suspects et escroqué des détectives des affaires internes, qu'il étranglait les suspects, leur brisait les bras et les jambes si cela était nécessaire et qu'il les frappait à la tête,. 
Il affirme qu'il craignait tuer quelqu'un s'il devait revenir parmi les patrouilles policières dans les rues. Bien que plusieurs psychiatres recommandent qu'on le démette totalement de ses fonctions et que d'autres souhaitent qu'on l'interdise de porter une arme, la ville de Los Angeles soutient que ses affirmations ne faisaient que partie d'une stratégie élaborée en vue de bénéficier d'une pension. En 1983, Fuhrman perd l'affaire, et son appel est rejeté. En conséquence, il reprend service comme officier de police,.
En 1985, Fuhrman répond à un appel de violence conjugale entre le footballer afro-américain O.J. Simpson et son épouse caucasienne Nicole Brown Simpson,  et en 1989, une déclaration de Fuhrman à propos de cet appel conduit à l'arrestation de Simpson.           
Furhman est promu détective en 1989. En 1994, il parvient à montrer l'innocence d'Arrick Harris, un Afro-américain impliqué à tort dans une affaire de meurtre. Au début de l'année 1995, Fuhrman quitte le LAPD, après avoir travaillé comme officier de police pendant 20 ans et gagné plus de 55 décorations.

### Vie personnelle
Furhman se marie et divorce trois fois. Il épouse d'abord Barbara L. Koop en 1973, qu'il quitte pour se marier avec Janet Ellen Sosbee en 1977. En 1980, il épouse Caroline Lody, jusqu'au début des années 2000. Ce dernier mariage donne naissance à deux enfants, une fille nommée Haley et un fils nommé Cole.
Fuhrman collectionne les souvenirs de guerre et les décorations, y compris des décorations nazies datant de la Seconde Guerre mondiale. On l'a, de fait, souvent accusé à tort d'avoir « collectionné des svastikas ».

## Rôle dans l'affaire O.J. Simpson

### Contexte

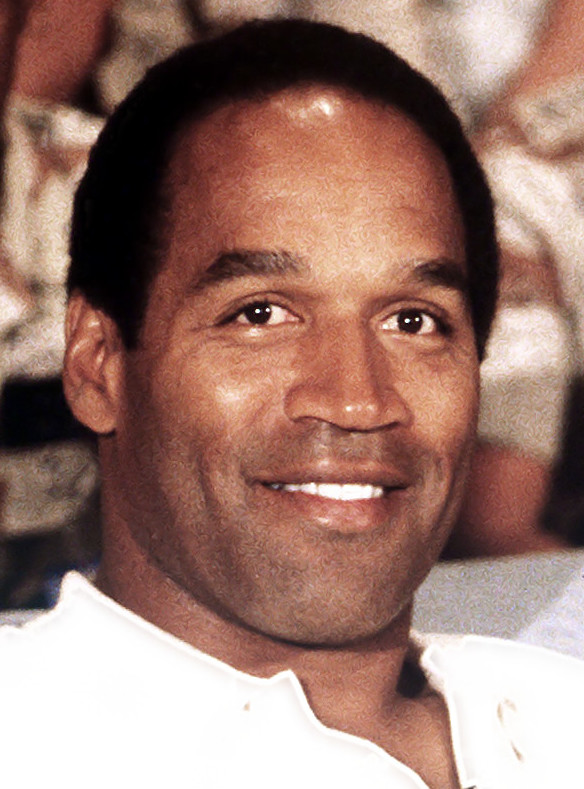
Le footballer américain O.J. Simpson en 1990.

Nicole Brown Simpson et Ronald Lyle Goldman sont assassinés dans l'immeuble de Brown, à Brentwood, pendant la  nuit du 12 juin 1994. Rober Riske et son partenaire sont les premiers officiers de police sur la scène du crime, le lendemain matin, et Riske trouve un gant ensanglanté. Au moins 14 officiers arrivés avant Fuhrman rapportent n'avoir vu qu'un gant. Fuhrman et son supérieur, Ronald Philips, sont les premiers détectives sur place ; le partenaire de Fuhrman, Brad Roberts, ne se présente que plus tard. Fuhrman connaissait déjà O.J. Simpson et Nicole Brown, ayant reçu en 1985 un appel à propos de violences conjugales. Après avoir quitté l'appartement de Brown avec Ronald Philips et les détectives Tom Lange et Philip Vannatter, Fuhrman se rend chez Simpson.
Là-bas, Fuhrman trouve un certain nombre de gouttes de sang sur et dans une Ford Bronco blanche, garée au-dehors. Ensuite, il franchit le mur de la propriété pour y laisser entrer les autres détectives. Par la suite, ils confirment qu'ils sont entrés chez Simpson sans mandat de perquisition, en raison de l'urgence de la situation, Simpson lui-même ayant pu avoir été blessé.
Chez Simpson, les détectives trouvent Kato Kaelin, qui leur dit avoir entendu, plus tôt dans la nuit, des bruits de coups de poing. La fouille de la propriété permet à Fuhrman de découvrir un second gant ensanglanté, qui s'avère plus tard former une paire avec celui découvert sur la scène du crime. D'après les tests ADN, ce gant est couvert du sang des deux victimes, ce qui en fait la pièce à conviction la plus importante de l'affaire. (Toutefois, Simpson tente de mettre les gants pendant le procès, et ils sont trop étroits pour lui. Les raisons de cette inadéquation ont été débattues,).
Simpson est arrêté le 17 juin. Le 8 juillet, une audience préliminaire détermine qu'il y a suffisamment de preuves pour que Simpson comparaisse dans un procès. Le 22 juillet, Simpson plaide non coupable.

### Stratégie de la défense
Le 25 juillet, dans un article de Jeffrey Toobin du New Yorker, la défense révèle qu'elle prévoit de s'appuyer sur le comportement présumé raciste de Fuhrman. En particulier, la défense de Simpson estime qu'il a fabriqué la preuve du gant trouvé chez l'accusé en vue d'un coup monté aux motivations racistes. 
L'article détaille l'utilisation par Fuhrman de propos racistes dans le passé, et la violence qu'il a soutenue lors de ses entretiens psychiatriques, entre 1981 et 1982. Bien que ces rapports psychiatriques sont plus tard jugés irrecevables car trop anciens pour être pertinents, l'article du New Yorker est publié avant que la sélection du jury soit achevée ou que son isolation soit effective,. On demande à des jurés potentiels à quel point ils ont été informés par les médias au sujet de l'affaire Simpson, dans le cadre de leur sélection. On leur demande également leur opinion sur Fuhrman et sur d'autres témoins ayant témoigné à l'audience préliminaire.
Le procès débute le 24 janvier 1995, et Fuhrman témoigne le 9 mars. Au cours du contre-interrogatoire du 15 mars, l'avocat F. Lee Bailey demande à Fuhrman s'il a prononcé le mot « négro » (« nigger») au cours des dix années précédentes, ce que Fuhrman nie. Alors, la défense présente des témoins et des enregistrements audio pour montrer que Fuhrman a menti sous serment, qu'il est hostile aux couples interethniques, qu'il a perpétré des actes de violence à l'encontre d'Afro-Américains et qu'il a souhaité par le passé fabriquer des preuves ou des témoignages,. En se fondant sur le California Evidence Code, l'accusation essaie d'exclure cette preuve en affirmant qu'elle est trop sensible et pourrait monter contre elle le jury, essentiellement formé d'Afro-Américains. Bien qu'elle concède l'utilisation de propos racistes par Fuhrman, l'accusation suggère que les autres documents présentés sont tout simplement exagérés.
Le 31 août, le juge Ito prononce que des preuves peuvent être avancées pour montrer que Fuhrman a menti à propos de l'utilisation du mot « nigger », mais que les accusations de violence et de mauvaise conduite policière sont irrecevables. Le 5 septembre, la défense présente de multiples témoins et des enregistrements pour prouver que Fuhrman a effectivement utilisé ce mot au cours des 10 années précédentes. L'enregistrement audio prouve finalement le parjure de Fuhrman.
Tout d'abord, Laura Hart McKinny, une écrivaine travaillant sur un scénario à propos des officiers de sexe féminin, se présente à la barre. Entre 1985 et 1994, elle s'est entretenue avec Fuhrman. Celui-ci travaillait comme consultant pour elle, et devait gagner 10 000 dollars si un film était produit. Les enregistrements de ces entretiens contiennent 41 fois le mot « nigger », utilisé en 1988. Ils contiennent également l'affirmation que Fuhrman a perpétré des actes de violence à l'encontre d'Afro-Américains. Fuhrman explique aussi comment, en tant qu'officier de police, il pense que le mensonge est parfois nécessaire et qu'il a déjà fourni des témoignages concernant des événements auxquels il n'avait jamais assisté.
Après McKinny, c'est Kathleen Bell qui témoigne. Elle a rencontré Fuhrman dans une station de recrutement militaire en 1985 ou 1986, où il a exprimé de l'hostilité à l'encontre de couples interethniques et aurait déclaré : « Si cela dépendait de moi, tous les négros seraient rassemblés ensemble et brûlés. »,,,  Ensuite, le témoin Natalie Singer, qui avait vécu avec Fuhrman vers 1987, certifie que Fuhrman lui aurait dit : « Le seul bon négro est un négro mort. »,,  Sur le programme de télévision Leeza, Singer ajoute plus tard que Fuhrman a également dit : « Ouais, on travaille avec des négros et des gangs. Tu peux prendre un de ces négros, le traîner dans une allée, les tabasser et leur donner des coups de pied. Tu peux les voir se convulser. Ça te soulage la tension. », Toutefois, le juge Ito l'empêche de donner son témoignage complet lors du procès.  Ensuite, Roderic Hodge certifie que lorsqu'il était en garde à vue en 1987, Fuhrman lui aurait dit : « Je t'avais dit qu'on t'attraperait un jour, Négro. »,,
Finalement, le jury est seulement autorisé à entendre deux extraits des enregistrements, dont le contenu ne présente pas de caractère violent et qui ne renvoie pas à une mauvaise conduite potentielle. Les jurés écoutent Fuhrman dire : « On n'a pas de négros là où j'ai grandi. » et : « C'est là que les négros habitent. », En l'absence du jury le 6 septembre, la défense demande à Fuhrman s'il lui est déjà arrivé ou non de falsifier des rapports de police, ou s'il a fabriqué une preuve dans l'affaire Simpson. Bien qu'il eût auparavant répondu négativement à cette question, il invoque cette fois ses droits relatifs au Cinquième Amendement, contre l'auto-incrimination, sur le conseil de son avocat.
Lors de sa plaidoirie, l'avocat de la défense, Johnnie Cochran, qualifie Fuhrman de « raciste menteur, parjure, génocidaire. », et le compare avec Hitler. Il soutient que le gant ensanglanté est une fausse preuve fabriquée par Fuhrman. Bien qu'il n'ait aucune preuve, son parjure à propos du mot « nigger » est largement perçu comme un facteur discréditant l'accusation devant un jury principalement noir (dans le sillage de l'affaire Rodney King), et il s'agirait de l'une des raisons pour lesquelles Simpson est acquitté.

### Conséquences
Les paroles de Fuhrman sur les enregistrements sont largement condamnées, y compris par l'accusation. Son utilisation de qualificatifs racistes et l'accusation de falsification de preuve devient le centre du procès et focalise l'attention des médias, éclipsant pour un certain temps la couverture sur le crime lui-même, si bien que le père de Ron Goldman doit rappeler aux médias que : « Ce n'est pas le procès de Fuhrman... C'est un procès à propos de l'homme qui a tué mon fils. »,
Après le procès, une large pression s'exerce sur le procureur de district du Comté de Los Angeles, Gil Garcetti, que l'on pousse à accuser Fuhrman de parjure. Garcetti refuse au début, disant que l'utilisation de langage raciste par Fuhrman n'est pas un élément majeur prouvant le parjure. Toutefois, de nombreux membres du bureau de Garcetti font des déclarations publiques sur ce sujet et Garcetti, en conséquence, choisit de présenter au procureur général de Californie Dan Lungren la possibilité d'une poursuite, évitant ainsi l'apparence d'un conflit d'intérêts.
Le 5 juillet 1996, Lungren annonce qu'il classerait les charges de parjure contre Fuhrman et peu après, lui offre un plaidoyer de marchandage. Le 2 octobre, Fuhrman accepte et ne conteste pas les charges. Il est condamné à trois ans de liberté surveillée et paie une amende de 200 $. Il est la seule personne à avoir été poursuivi dans le cadre de l'affaire Simpson. Sa période de liberté surveillée se termine au début de l'année 1998, et 18 mois plus tard, sa condamnation est effacée.
Dans une interview télévisée avec Diane Sawyer en octobre 1996, il déclare qu'il n'a pas fabriqué de preuve dans l'affaire Simpson. Il affirme ne pas être raciste et s'excuse pour l'utilisation de propos racistes. Par ailleurs, il dit qu'il avait oublié l'existence des enregistrements audio et que pendant leur réalisation, il avait tout simplement joué un rôle dans le cadre de la réalisation d'un scénario de fiction. Une enquête de police sur les affirmations de violence contenues dans ces enregistrements révèle que Fuhrman a grossièrement exagéré et que la brutalité affirmée n'est pas réelle, et la plupart de ses anciens collaborateurs le soutiennent publiquement, soutenant qu'ils ne le croient pas raciste.
Vincent Bugliosi, dans son livre sur le procès Simpson (Outrage : The Five Reasons Why O.J. Simpson Got Away with Murder), soutient qu'une fabrication de preuve aurait nécessité une conspiration très élaborée (et improbable) entre Fuhrman et ses collaborateurs. Ceux qui auraient été impliqués dans une telle conspiration auraient risqué leur vie : à cette époque, les lois californiennes prévoyaient la peine de mort en cas de fabrication de preuve. Plus tard, Bugliosi déclare que Fuhrman était l'une des victimes dans l'affaire et que son mensonge sous serment à propos de qualificatifs racistes n'aurait pas dû être élevé au statut de parjure, ne fournissant pas matière à de réels faits liés à l'affaire.

## Après le procès

### Meurtre à Brentwood
Après avoir pris sa retraite du LAPD en 1995, Fuhrman s'installe à Sandpoint, dans l'Idaho. Pendant l'année 1997, il écrit un livre sur l'affaire Simpson, qu'il intitule Meurtre à Brentwood (Murder in Brentwood). Il contient un avant-propos écrit par Vincent Bugliosi, qui l'a soutenu auparavant. Dans le livre, Fuhrman s'excuse de nouveau pour les propos racistes tenus dans les enregistrements audio, les qualifiant de « divagations immatures, irresponsables » liés au désir de gagner de l'argent et faisant partie d'un personnage créé de toutes pièces pour un scénario. Il affirme de plus que Lungren l'avait chargé de récolter le soutien de la communauté noir-américaine pour la campagne du Gouverneur de Californie en 1998.
Même après s'être vu dire que l'affaire de Lungren était « piètre dans le meilleur des cas », Fuhrman explique qu'il a plaidé nolo contendere parce que les probabilités étaient si fortement contre lui qu'il ne valait pas la peine de laisser sa famille être harcelée par la presse. Il déclare qu'il ne pouvait pas se permettre de se défendre lui-même dans les faits ; il devait déjà des milliers de dollars pour des factures juridiques et la Police Protective League ne l'aiderait pas à les payer. Il affirme également qu'il n'avait pas les moyens financiers pour soutenir un procès qui prendrait plusieurs mois ou plusieurs années, dans l'éventualité d'un appel. Il dit par ailleurs qu'il ne pensait pas pouvoir obtenir justice dans un contexte où la question du racisme était sensible, et où un acquittement risquait de provoquer des événements similaires aux émeutes de 1992 à Los Angeles.
Par le passé, Fuhrman a affirmé qu'il croit que le LAPD aurait pu arrêter Simpson après l'appel du 13 juin en se fondant sur la preuve du sang et ses déclarations apparemment contradictoires pendant l'interrogatoire. Toutefois, il pense que ses supérieurs hiérarchiques au LAPD ne voulaient pas prendre le risque de se tromper, et préféraient attendre que des preuves génétiques soient établies.
Il soutient que plusieurs erreurs de la part de ses collègues du LAPD ont permis à la défense de prétendre que la police avait eu un comportement suspect dans la maison de Nicole Brown Simpson. Par exemple, Fuhrman argue que le mandat de perquisition initial, soumis par l'un des détectives, Philip Vannatter, était trop court et ne comprenait pas suffisamment de détails. Il allègue de même que des preuves majeures ont été mal gérées par la police. Il croit que ses collègues ne réalisaient pas que chacun de leurs mouvements serait examiné minutieusement par la cour, en raison de la nature de l'affaire.
Fuhrman affirme également que la police et l'accusation ont fait d'autres erreurs qui ont contribué à réduire les chances du verdict qu'elles demandaient. Ainsi, Mark et son partenaire, Brad Roberts, ont trouvé une empreinte digitale ensanglantée sur l'une des portes de la propriété de Nicole Brown Simpson. D'après Fuhrman, au moins une partie de cette empreinte appartenait au suspect et il y avait suffisamment de sang sur la scène pour suggérer qu'il en perdait. Il s'agissait potentiellement d'une preuve importante, Simpson ayant affirmé s'être coupé la nuit des meurtres, mais alléguant n'être pas allé chez son ex-femme depuis une semaine. Si l'empreinte avait été liée à Simpson de quelque manière que ce fût, elle aurait constitué un élément central de l'accusation pour renverser la défense. Cela aurait également pu anéantir l'accusation de fausse preuve par la défense, puisque Fuhrman ne savait pas, ou n'avait aucune raison de savoir qu'il s'agissait du sang de Simpson. Toutefois, d'après Fuhrman, l'empreinte est détruite lors de l'investigation et n'est mentionnée que superficiellement lors du procès. D'ailleurs, Fuhrman découvre plus tard que Vannatter et son partenaire, Tom Lange, n'avaient pas connaissance de l'existence de cette empreinte, n'ayant jamais lu ses notes. Roberts aurait pu témoigner pour corroborer l'existence de l'empreinte digitale mais ne l'a jamais fait, ce qui irrite de même Fuhrman. Il aurait également pu, selon lui, confirmer un certain nombre de ses observations, mais Marcia Clark ne l'a pas appelé pour éviter d'embarrasser Vannatter à la barre.
Selon Fuhrman, l'accusation l'a abandonné une fois la révélation des enregistrements. Il affirme avoir invoqué le Cinquième Amendement alors que l'accusation ne l'appelait plus à la barre pour un réinterrogatoire préalable à l'étude par le jury des enregistrements. Cela aurait permis, d'après Fuhrman, qu'il soit réhabilité après la diffusion des enregistrements.

Comme un certain nombre de ceux qui critiquent les poursuites, Fuhrman a le sentiment que le juge Lance Ito a autorisé la défense à contrôler le procès. Par exemple, de même que Bugliosi, il insiste sur le fait qu'une jurisprudence pertinente exigeait du juge qu'il empêche la défense de poser des questions sur des propos racistes qui pourraient compromettre l'accusation. En outre, Fuhrman affirme également qu'Ito n'aurait jamais dû être assigné à l'affaire. Celui-ci était en effet marié à Margaret York, une capitaine du LAPD qui avait été, par le passé, supérieure de Fuhrman. Lors des interviews enregistrées par Laura McKinny, Fuhrman dénigre Margaret York et sous-entend qu'elle a progressé dans la hiérarchie policière en tirant profit du harcèlement sexuel. Fuhrman pense qu'Ito aurait dû refuser l'affaire lui-même sur cette base. Dans les faits, l'accusation a demandé le retrait du juge, mais ils ont retiré par la suite cette requête, de peur que le procès soit annulé.

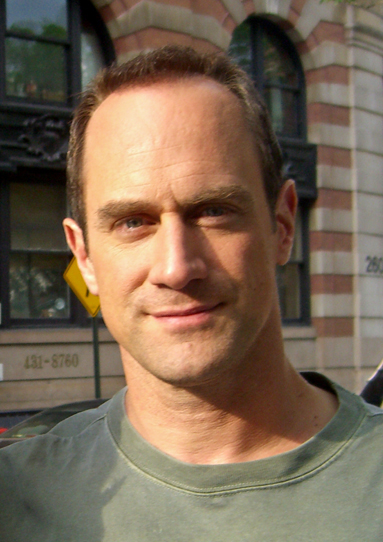
L'acteur américain Christophe Meloni, qui joue le rôle de Fuhrmann dans Murder in Greenwich.

### Autres livres
Pour son livre suivant, Meurtre à Greenwitch, Fuhrman enquête sur le meurtre inélucidé de Martha Moxley en 1975, et présente une théorie selon laquelle son assassin est Michael Shakel, neveu d'Ethel Kennedy, la veuve du sénateur Robert Kennedy. Celui-ci est reconnu coupable en 2002, quatre ans après la publication du livre, qui est adapté la même année dans un téléfilm, également nommé Meurtre à Greenwich, où le rôle de Fuhrman est joué par Christopher Meloni. En 2001, Fuhrman publie Murder in Spokane : Catching a Serial Killer, une enquête sur les tueries d'un tueur en série du Nord-Est des États-Unis. En 2003, il écrit Death and Justice : An Expose on Oklahoma's Death Row Machine, un ouvrage qui a pour sujet la peine capitale et son application dans l'Oklahoma.
En 2005, il publie Silent Witness : The Untold Story of Terri Schiavo's Death et énonce une théorie selon laquelle des éléments des dossiers médicaux et légaux pourraient indiquer que celle-ci est morte assassinée. En 2006, il enquête sur l'assassinat de John F. Kennedy et publie A Simple Act of Murder : November 22, 1963. Il avance que l'ancien président des États-Unis aurait été tué par Lee Harvey Oswald, qui aurait agi seul, mais démystifie la théorie de la balle unique. Il affirme que la Commission Warren, créée pour enquêter sur l'assassinat du président, n'a ratifié cette théorie que pour des raisons politiques. Toutefois, il dit qu'une entaille dans le chromage du pare-brise de la limousine présidentielle utilisée ce jour-là justifie le témoignage de John Connally, selon lequel un premier coup de feu visant le président ne l'avait pas atteint.
En 2009, il publie The Murder Business : How the Media Turns Crime Into Entertainment and Subverts Justice. Il y étudie le lien entre les enquêtes criminelles et le divertissement qu'en font, d'après lui, les médias.

## Radio et télévision
Fuhrman est expert judiciaire et en affaires criminelles pour Fox News, et a été un invité régulier de Sean Hannity. Il est présente aussi le Mark Fuhrman Show sur la radio KGA, à Spokane, entre 8 heures et 11 heures. Le programme s'intéresse à des sujets locaux et nationaux. Il fait partie des victimes de la vente de la station de radio par Citadel Broadcasting.
Il est incarné par Steven Pasquale dans la saison 1 d’American Crime Story (2016).

### Citations originales
1. ↑  (en) « If I had my way, all the niggers would be gathered together and burned ».
2. ↑  (en) « The only good nigger is a dead nigger ».
3. ↑  (en) « Yeah we work with niggers and gangs. You can take one of these niggers, drag 'em into the alley and beat the shit out of them and kick them. You can see them twitch. It really relieves your tension ».
4. ↑  (en) « I told you we would get you, Nigger ».
5. ↑  (en) « We have no niggers where I grew up ».
6. ↑  (en) « That's where niggers live ».
7. ↑  (en) « a lying, perjuring, genocidal racist ».
8. ↑  (en) « This is not the Fuhrman trial... This is a trial about the man who murdered my son ».
9. ↑  (en) « immature, irresponsible ramblings ».
10. ↑  (en) « flimsy at best ».